# Nikomédie
Nikomédie (dnešní İzmit v Turecku) bylo starověké město původně založené v 8. století př. n. l. jako megarská kolonie nazývaná Astakos. Poté, co bylo zničeno Lýsimachem, ho 264 př. n. l. znovu vybudoval bithýnský král Níkomédés I., který mu dal jméno Nikomédie. Od té doby patřilo mezi nejdůležitější města v severozápadní Malé Asii.
Po připojení oblasti k římské říši byla Nikomédie hlavním městem provincie Bithýnie. Za vlády římského císaře Diokleciána se stala jedním z hlavních měst římské říše. Nikomédie zůstala východním hlavním městem až do roku 330, kdy císař Konstantin I. Veliký prohlásil za nové hlavní město římské říše nedaleké město Byzantion, které přejmenoval na Konstantinopol.
I po založení Konstantinopole byla Nikomédie stále důležitým městem. Roku 358 byla ale velká část města zničena během silného zemětřesení, po kterém vypukl velký požár. Nikomédie byla znovu vybudována, ale už v menším měřítku. V 6. století za císaře Justiniána bylo ve městě postaveno několik nových veřejných budov. Vzhledem k poloze na cestě vedoucí k hlavnímu městu zůstala Nikomédie důležitým vojenským centrem a hrála důležitou roli v byzantském tažení vůči chalífátu.
Od roku 840 byla Nikomédie hlavním městem themy patřící Optimatoi, zásobovací a logistické vojenské jednotce Byzantské říše. Tou dobou už nejstarší, přímořská část města byla opuštěná a ležela v ruinách, jak popisuje arabský geograf Ibn Hordadbeh. Osídlení bylo očividně omezeno na citadelu na vrcholu kopce.
Roku 1080 město sloužilo jako hlavní vojenská základna pro Alexia I. Komnena v jeho tažení proti seldžuckým Turkům. Za první i druhé křížové výpravy zde bylo vojenské ležení. Mezi roky 1204 a cca 1240 drželo město Latinské císařství, následně je získal Jan III. Dukas Vatatzés. Zůstalo pod kontrolou Byzance po další století, ale po porážce Byzance roku 1302 v bitvě u Baphea je začala ohrožovat Osmanská říše. Poté, co přestálo dvě blokády (1304 a 1330), podlehlo Osmanům roku 1337.

## Osobnosti spjaté s městem
- Arrian (asi 86 – 160), úředník, historik a voják v Nikomédii narozený
- Theopemptus z Nikomédie, nikomédijský biskup umučený během Diokleciánovy vlády
- Barbora z Nikomédie († 305), mučednice víry zabitá v době vlády císaře Galeria; náleží ke čtrnácti svatým pomocníkům
- Juliana z Nikomédie († 304), umučena během Diokleciánova pronásledování křesťanů
- Svatý Pantaleon († 303), umučen během Diokleciánova pronásledování křesťanů
- Eusebios z Nikomédie († 341), nikomédijský biskup v letech 330–339
- Svatá Helena († 330) – místo úmrtí
- Helena Zrínská (1643–1703) – místo úmrtí
- Imrich Tököly (1657–1705) – místo úmrtí